# Sankt Florian
Pour les articles homonymes, voir Sankt Florian (homonymie).
Sankt Florian est une commune d'Autriche. Située dans le Land de Haute-Autriche et le district de Linz-land, elle est distante de Linz d'environ 15 km. En 2009, elle abritait près de 5 800 habitants.
Sankt Florian est célèbre pour l'abbaye de Saint-Florian, fondée en 1071 et reconstruite en style baroque au XVIIIe siècle, dédiée à saint Florian, patron de Linz. Elle appartient aux chanoines réguliers de saint Augustin et abrite l'institution des Sankt Florianer Sängerknaben (petits chanteurs de Saint-Florian). Anton Bruckner, qui y fut petit chanteur et titulaire de l'orgue, y est enterré.

## Géographie

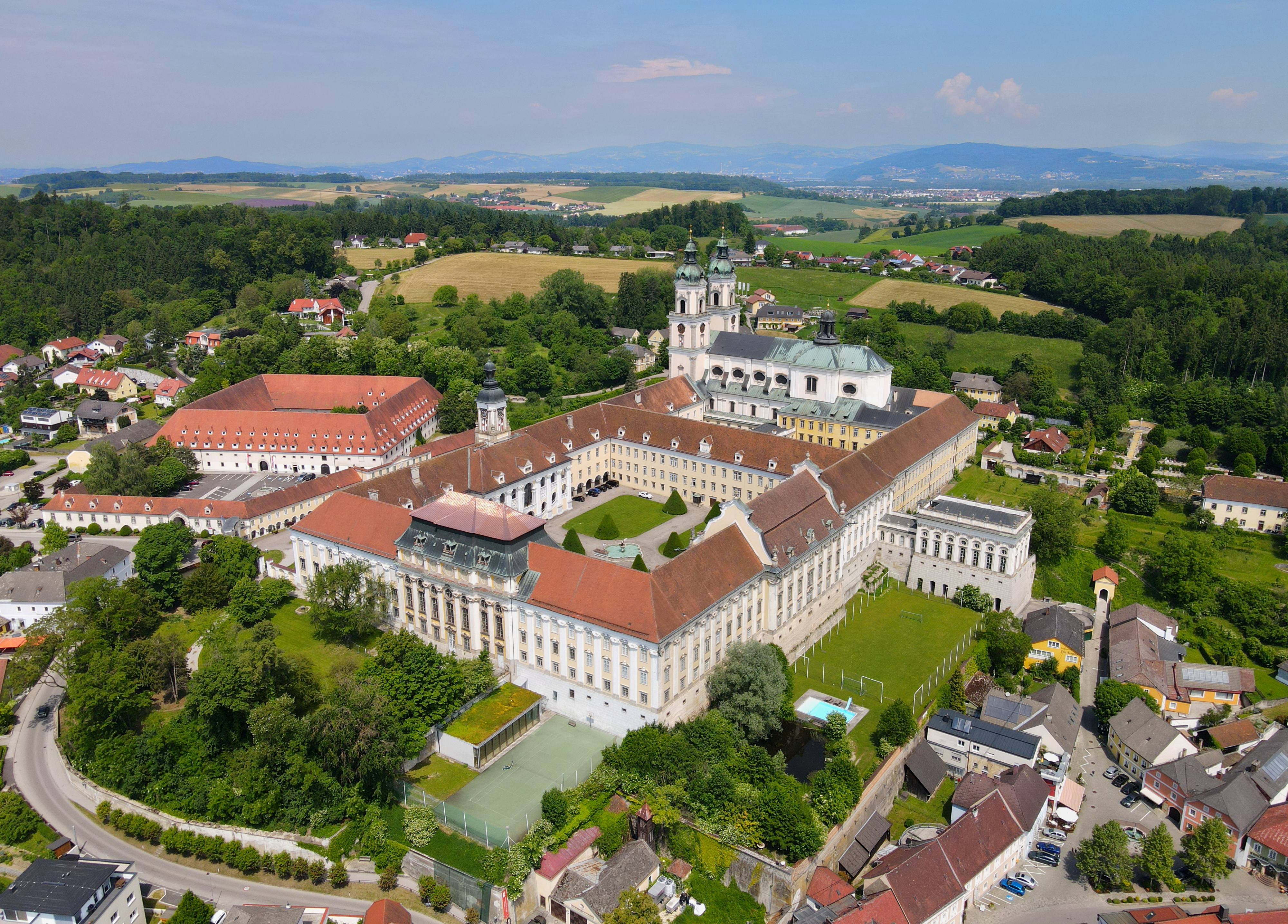
Vue de l'abbaye de Saint-Florian

Sankt Florian est située dans les Préalpes de Haute-Autriche, à 296 m d'altitude. La commune s'étend sur 10,2 km du Nord au Sud et sur 7,7 km d'Est en Ouest ; avec une superficie de 44,2 km2, la commune est la plus grande du district de Linz-Land. 14,9 % de la commune sont boisés et 75,3 % sont destinés à l'exploitation agricole.
Les quartiers de Sankt Florian sont : Bruck bei Hausleiten, Bruck bei Tödling, Enzing, Fernbach, Gemering, Hausleiten, Hohenbrunn, Mausbach, Mickstetten, Niederfraunleiten, Oberfraunleiten, Oberndorf, Oberweidlham, Rohrbach, Ölkam, Samesleiten, Sankt Florian Markt, Schitteraichet, Tödling, Taunleiten, Tillysburg, Unterweidlham et Weilling.

## Histoire
Le lieu se développe à la suite de la légende de saint Florian : de petits monastères y sont tout d'abord construits et un pèlerinage s'y développe. L'abbaye de Saint-Florian est érigée en 1071.  C'est aujourd'hui l'abbaye baroque la plus grande et la plus réputée de Haute-Autriche et l'une des plus anciennes abbayes du monde en activité.
Situé dans l'est du duché de Bavière, le lieu appartient à partir du XIIe siècle au duché d'Autriche. Il devient propriété de la principauté d'Autriche-sur-l'Enns (Haute-Autriche) en 1490 ; en 1493, la ville obtient le droit de marché.
Pendant les guerres napoléoniennes, Sankt Florian est occupée à plusieurs reprises. Après la chute de l'Autriche-Hongrie en 1918, la ville fait partie du Land de Haute-Autriche. En 1938, après l'Anschluss, elle est intégrée au Gau Oberdonau. Après 1945, elle fait à nouveau partie de la Haute-Autriche.

## Vie politique
Le conseil de la commune comprend 31 sièges.
Après les élections de 2015, les sièges se répartissent ainsi :
- 18 membres du parti populaire autrichien (ÖVP) ;
- 6 membres du parti social-démocrate d'Autriche (SPÖ) ;
- 4 membres du parti autrichien de la liberté (FPÖ) ;
- 3 membres des Verts ;

Le maire est Robert Franz Zeitlinger (ÖVP).

## Musées
- Musée des Pompiers, dans une aile de l'abbaye.
- Musée de la Chasse, au château d'Hohenbrunn, construit par Jakob Prandtauer
- Musée d'art et de traditions populaires (Sumerauerhof)